# ニーパイポ
ニーパイポは空手の型であり、糸東流開祖摩文仁賢和が呉賢貴から習った鶴拳の套路ネーパイをもとに首里手の技法をもって空手に改変したもの。全日本空手道連盟の糸東流第2指定型でもある。糸東流では鶴法に分類される。

## 概要
中国福建省から沖縄県に移住した呉賢貴が沖縄唐手研究倶楽部において鶴拳の型ネーパイを許田重発と摩文仁賢和に伝えた。
許田重発は鶴拳の技法を可能な限り残し基本的な手法、歩法は那覇手風に改変してネーパイと元の呼称のまま東恩流に伝えた。
一方、摩文仁賢和は鶴拳の技法は包拳礼式や鶴翼の構え以外は首里手風に改変しニーパイポと改名して空手道修行者が習得しやすくした。

## 沿革
摩文仁賢和は師範免許を与えた者には、代表的な糸東流の型以外はそれぞれの長所を活かすように違った型を伝授していた。
このうち谷長治郎や梅澤芳雄にはニーパイポを直接伝授した。摩文仁賢和は伝承の過程において少しずつ型を改変しており、晩年の型ほど摩文仁賢和の空手理念が色濃く織り込まれて完成度が高くなっている。
摩文仁賢和の最晩年の型は長男、摩文仁賢榮が残したニーパイポでありこれがベースとなり現在の競技型としてのニーパイポが制定され広く普及している。
一例としては、開始の際は現在は正面に向かい結び立ちで両掌を重ねて下段に構えているが、古くは左向きに平行立ちで両拳を鼠蹊部と体側の間に構える。この後、包拳礼式を行う。

## ネーパイとの比較
1. 包拳礼式の立ち方は、ネーパイでは結び立ちである。
2. 左差手からの拳槌打ちは、ネーパイでは左二本抜手を上段に突き上げ、右二本抜手で目を突き縦手刀で掌を打つ。
3. 猫足立ちになり横受け上段構えは、ネーパイでは右側を向く。
4. 鶴翼の構えの時に、ネーパイは鶴声で甲高く鳴き声を発する[6]。鶴声はパープーレンを開始する際にも発する。鶴声で鳴き声を出すのは鳴鶴拳の特徴である。[7]。
5. 四股立ちでの手刀連続打ち落としからの抜手では、ネーパイはサンチン立ちの連続抜手となる。
6. 肘繰り受けから下段払いに蹴りを当てた後、肘当ての一連の動作では、ネーパイは両手で横打ち受けをし下段から上段までの振りあげ拳槌に蹴りを当ててから縦手刀を掌に打ち込む。
7. 横受けから突きの連続動作からの両手突き、肘挫きまでの動作では、ネーパイは肘当て裏拳打ち、進んで落とし肘当てから両手突きとなる。

このように型の構成順序はほぼ同じで、類似性のある動作が多数ある。

## 古流ニーパイポとの比較
型の系譜などを推定する為に比較言語学の手法をもってアプローチしてみる。『比較言語学とは親縁関係や同系性が推定される諸言語を比較することにより、同系性や親縁性を見出したり、あるいは共通祖語を再構したりしようとする学問とある。』
前述のネーパイとの比較では、手法や歩法の違いはあるものの類似性は多数存在する。比較の対象としてニーパイポとネーパイは相対性があり、そもそも型の構成順序はほぼ同じである。
一方、古流ニーパイポとニーパイポでは
1. 包拳礼式が同じ。
2. 廻し肘当てから拳槌打ち落とし、蹴り返しで逆突き肘挫き。
3. 斜め後ろへの両拳輪受けから肘挫き、正面揚げ受けから床面を突き、担ぎ上げ。
4. 鶴翼の構え

などが共通動作であり、他の動作ではニーパイポとの類似性が認められない。さらに、型の構成順序は全くの類似性がない。